# Món Pokémon
El mon Pokémon és el món de ficció que emmarca la franquícia Pokémon, una sèrie de videojocs, anime, mangues, llibres, cartes col·leccionables i altres mitjans que fou inventada per Satoshi Tajiri i ha generat milers de milions de dòlars en beneficis per a Nintendo i Game Freak.

## Regions principals

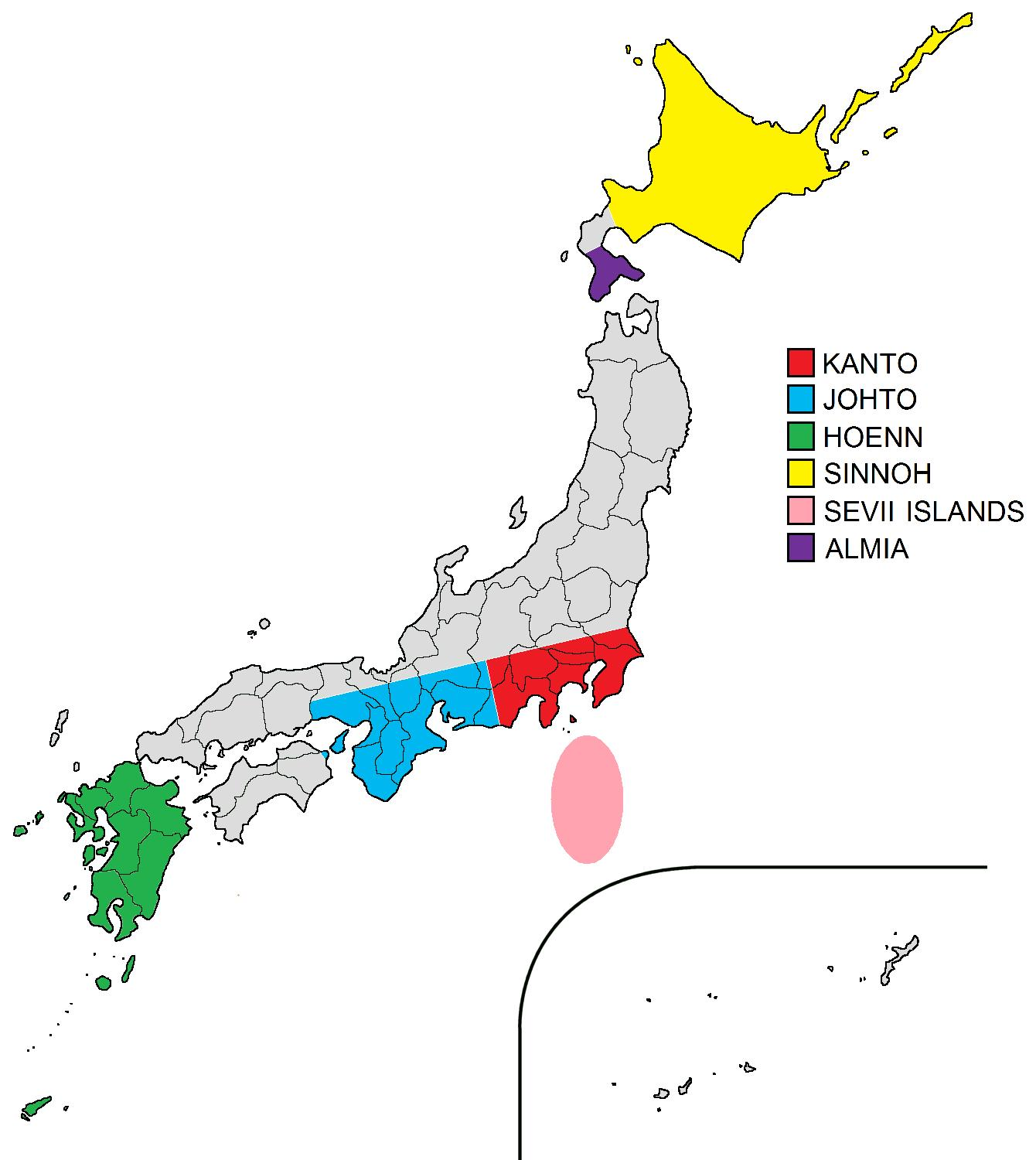
Mapa d'algunes àrees del Japó en què es localitza Pokémon.

Cada generació de videojocs de Pokémon de la sèrie principal introdueix una nova regió principal. En la majoria de casos, el joc es produeix exclusivament en una regió, però alguns jocs permeten revisitar regions antigues.

### Kanto
Kanto (カントー地方,Kantō-chihō?) és la primera regió de la sèrie Pokémon. En els jocs Pokémon Red, Pokémon Blue, Pokémon Yellow, Pokémon LeafGreen i Pokémon FireRed, l'aventura passa en aquesta regió. Existeix un camí cap a la regió de Johto, així es pot viatjar amb tren o amb vaixell amb els jocs Gold, Silver i Crystal. Aquesta regió de Pokémon, es basa en la Regió de Kantō del Japó. Les ciutats que hi ha a Kanto són: Pallet Town, Viridian City, Cerulean City, Lavender Town, Saffron City, Fuchsia City, Cinnabar Island, Vermillion City, Pewter City i Celadon City.

### Johto
Johto (ジョウト地方, Johto-chihō) aparegué per primera vegada a Pokémon Gold i Pokémon Silver, llançats el 1999. Es basa en la regió japonesa de Kansai. El tema central d'aquesta regió i dels jocs que hi tenen lloc són la història i les tradicions.

### Hoenn
Hoenn (Hoenn en anglès i ホウエン地方 en japonès) és una regió inspirada en l'illa japonesa de Kyushu. És l'escenari de Pokémon Ruby, Pokémon Sapphire, Pokémon Emerald i els seus remakes.
Hoenn és la primera regió Pokémon en la qual hi ha canvis de clima (onades de calor, pluja intensa, pluja de cendres, tempestes de sorra, etc.), tot i que encara no inclou en cicle nit i dia. Consta sols del període diürn. Els pobles i les ciutats no són totes d'iguals tipus, ja que hi ha ciutats dins d'un volcà o amb cases a dalt dels arbres. Les dues grans ciutats són ciutat Portual i ciutat Calagua, les quals estan comunicades per un ferri que es posa en marxa quan el jugador supera la lliga Pokémon i guanya el títol de campió.
A la sèrie Pokémon apareix a la sisena, setena i vuitena temporada.
El desig dels fans que es fessin remakes de Pokémon Ruby i Pokémon Sapphire donà peu al meme «Hoenn Confirmed», que feia broma sobre suposats indicis ocults en altres jocs de Pokémon que confirmarien els remakes. L'abril del 2014 es presentaren els remakes, titulats Pokémon OmegaRuby i Pokémon AlphaSapphire.

### Sinnoh
Sinnoh (シンオウ地方, Sinnoh-chihō) aparegué per primera vegada a Pokémon Diamond i Pokémon Pearl, llançats el 2006. Es basa en la regió japonesa de Hokkaido, l'extrem meridional de l'illa de Sakhalín (administrada per Rússia) i l'illa de Kunaixir (objecte d'una disputa entre el Japó i Rússia). El tema central d'aquesta regió i dels jocs que hi tenen lloc són els mites i les llegendes.

### Unova
Unova (イッシュ地方, Isshu-chihō) aparegué per primera vegada a Pokémon Black i Pokémon White, llançats el 2010. Es basa en l'àrea metropolitana de Nova York (Estats Units), cosa que en fa la primera regió de la sèrie principal de videojocs que no està basada en alguna part del Japó. El tema central d'aquesta regió i dels jocs que hi tenen lloc és l'equilibri entre conceptes antitètics, com ara la natura i la indústria.

### Kalos
Kalos (カロス地方, Kalos-chihō) aparegué per primera vegada a Pokémon Black i Pokémon White, llançats el 2013. Es basa en la meitat nord de França. El tema central d'aquesta regió i dels jocs que hi tenen lloc és la bellesa. De fet, el nom de la regió deriva de la paraula grega κάλλος (kal·los), que significa 'bellesa'.

### Alola
Alola (カロス地方, Kalos-chihō) aparegué per primera vegada a Pokémon Sun i Pokémon Moon, llançats el 2016. Es basa en l'estat de Hawaii (Estats Units). El tema central d'aquesta regió i dels jocs que hi tenen lloc són l'alquímia i altres elements místics.

### Galar
Galar (ガラル地方, Gararu-chihō) aparegué per primera vegada a Pokémon Sword i Pokémon Shield, llançats el 2019. Des del moment de la presentació de la nova regió, els mitjans i els aficionats als videojocs en destacaren la semblança amb el Regne Unit, tant en el sentit purament geogràfic (el mapa de Galar recorda l'illa de Gran Bretanya a l'inrevés) com en el sentit estètic, arquitectònic i cultural.